# Судилків (станція)
Судилків — проміжна залізнична станція Козятинської дирекції залізничних перевезень Південно-Західної залізниці, розташована поряд із селом Судилків.
Станцію було відкрито 1915 року під такою ж назвою (тоді вживався русифікований варіант "Судилкове"). Електрифікована разом із усією лінією 1964 року.